# Toyota Corona
Ne doit pas être confondu avec Toyota Corolla.
Toyota Corona est une gamme de berlines du constructeur automobile Toyota. 
Berline moyenne, la saga Corona débute en 1957. Elle se situe alors, dans la gamme Toyota, en dessous de la Crown. Puis en dessous d'elle viendra s'installer, à partir de 1966, la plus compacte Corolla.
La Corona se fondra progressivement dans la gamme Carina et laissera place, fin 2001, aux Premio et Allion au Japon.
Onze générations de Toyota Corona se sont succédé de 1957 à 2001.

## Première génération (1957 - 1960)
La première Corona, génération ST10, sort en juillet 1957 et reste en vente jusqu'en 1960. Il s'agit d'une propulsion, à 4 portes et 4 places, bénéficiant d'un châssis monocoque contrairement au modèle supérieur dans la gamme Toyota (alors diffusé sous le nom Toyopet), la Crown, qui repose sur un châssis séparé.
Quelques modifications sont apportées à la Corona en avril 1958 (nouvel emblème sur le capot, nouvelles poignées de portes).
La principale modification, d'ordre technique, a lieu en octobre 1959, avec l'adoption d'un nouveau moteur 1 litre affichant non plus 33 mais 45 ch et permettant de porter la vitesse de pointe de 90 à 105 km/h. Le nom de code de la Corona délaisse alors ST10 pour PT10.

## Seconde génération (1960 - 1964)

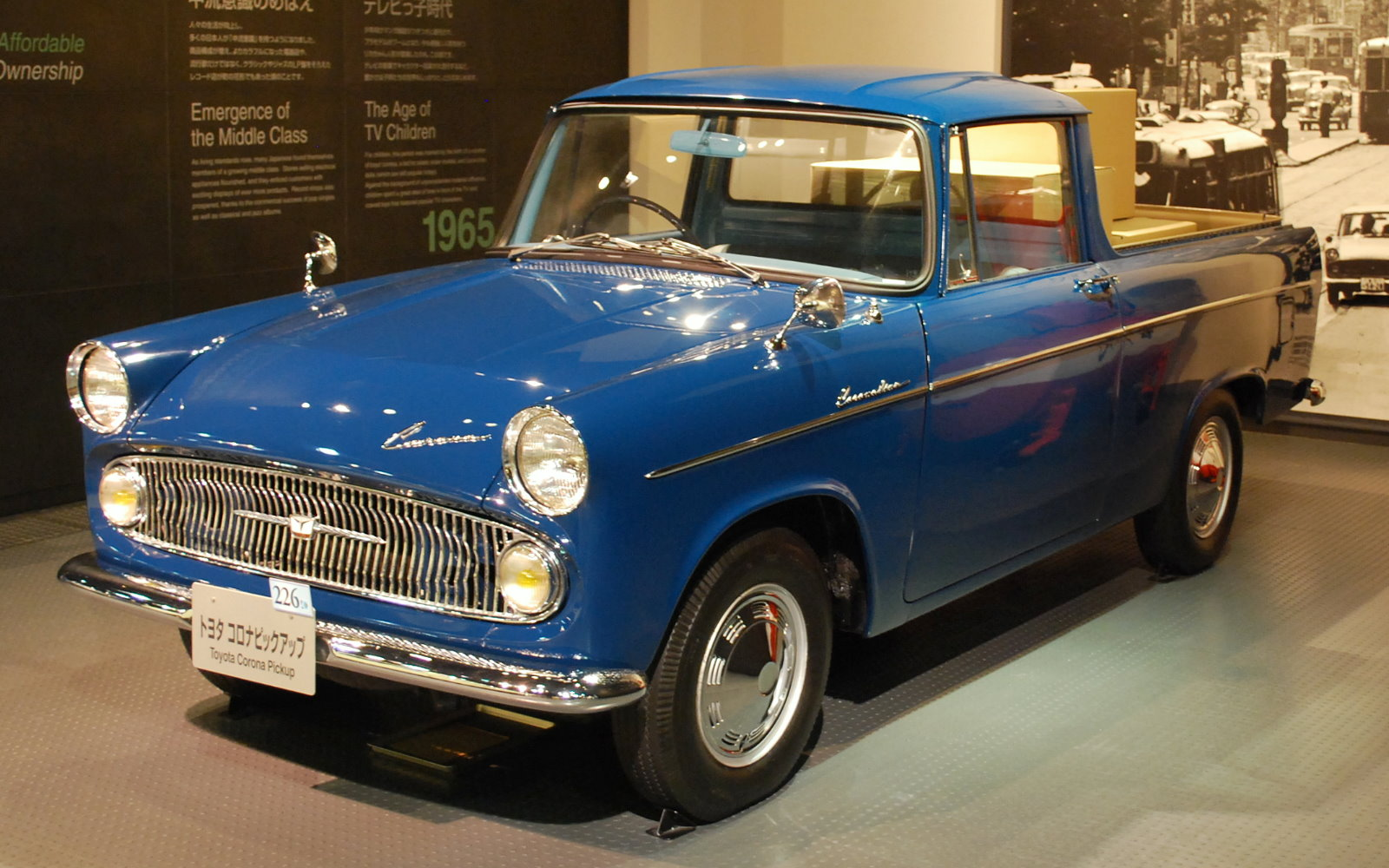
Le pick-up Corona.

La deuxième Corona s'inspire assez franchement du style de l'Opel Rekord de 1957... avec, donc, une demi-génération de retard. Plus longue, plus large et plus basse de la première Corona, cette génération PT20 devient en tout cas plutôt élégante. Devenue une 5 places, elle reprend dans un premier temps le moteur 1 litre 45 ch SAE de la version précédente, puis profite, à partir de mars 1961, du 1,5 litre hérité de la Crown affichant ici 62 ch. Cette Corona 1500 est surtout destinée à l'exportation où elle prenait alors, selon les marchés, l'appellation Tiara. Pour sa dernière année d'existence, en 1964, la Corona aura même droit à un 1,9 litre.
La Corona tentera sa chance sur le marché américain, sans grand succès, ce qui constituait alors le deuxième échec sur ce marché pour Toyota après la tentative de vendre des Crown. Seul le Land Cruiser trouvait un nombre satisfaisant de clients.
Cette Corona disposera d'une variante pick-up.
Au salon de Tokyo à l'automne 1963, c'est-à-dire presque à la fin de sa carrière, un cabriolet à deux portes équipé d'une boîte à 4 vitesses sera également présenté. Mais il n'entrera pas en production.

## Troisième génération (1964 - 1970)

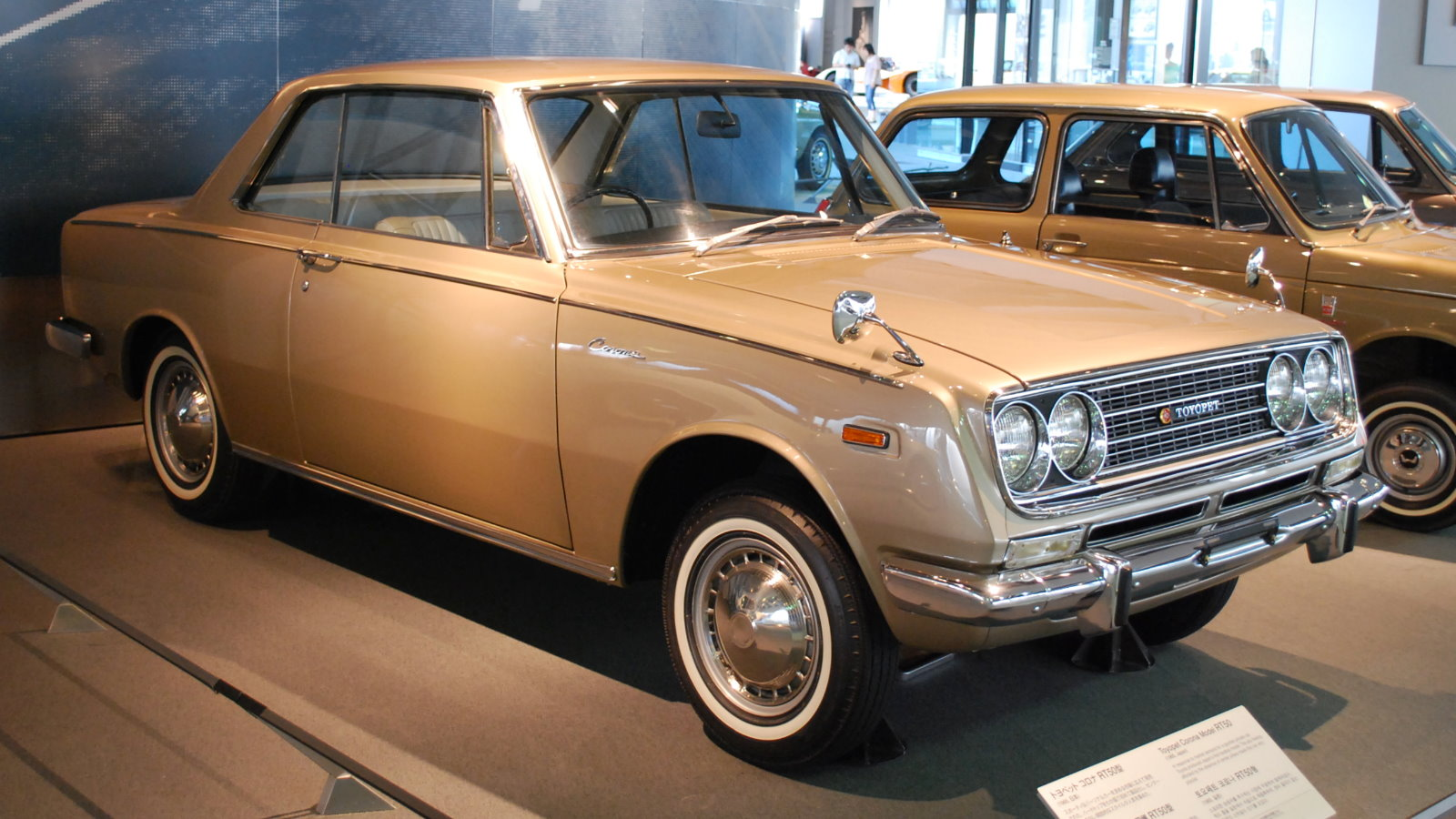
Le Coupé Corona.

Ligne totalement redessinée pour la troisième Corona, génération T40 et T50. Celle-ci commence sa carrière en septembre 1964 sous la forme d'une berline 4 portes. Mais la gamme va vite s'étendre : break 3 et 5 portes, puis version deux volumes appelée « semi-break » à l'époque. Cette variante qui sort la même année que la Renault 16 dispose comme elle d'un hayon, ce qui constitue une particularité pour l'époque. Puis en 1966 arrive un coupé dit "hardtop" dont les portes sont dépourvues de montants. Et comme sur la précédente Corona, un pick-up est également proposé.
La gamme de lancement se compose d'un 1,5 litre 74 ch SAE, proposé en boîte manuelle 3 ou 4 vitesses ou automatique. Il sera épaulé à partir de 1966 par une 1600 S dont le 1,6 litre à boîte 4 vitesses développe 90 ch. Cette version S est proposée en berline et coupé. Par ailleurs, une version de base se contente d'un 1,2 litre 55 ch à 3 vitesses, uniquement associé au break 3 portes, type de carrosserie très répandu au Japon dans les années 1960. En 1967, ce 1,2 litre devient 1,35 litre, passe à 65 ch et devient également livrable en berline.
En 1967 en France, seule la 4 portes 1,5 litre est le coupé 1600 S sont importés, aux prix respectifs de 9 990 F et 15 995 F.
En août 1967,au Japon sort la Toyota  1600 GT de 110  (RT55)  , uniquement disponible qu'en coupé et équipée d'une boîte 4 ou 5 vitesses, équipée du moteur DOHC 9R de 1 587 cm3, Ce moteur utilisait le bloc moteur 4R emprunté à la Corona 1600S avec une culasse DOHC construite par Yamaha dérivée du moteur 3M de 2,0 L de l'exotique 2000GT qui a été introduite en mai 1967 et produisait 110 ch, La 1600GT était proposée comme une version junior plus abordable de la 2000GT plus grande et plus exclusive. En production pendant seulement 13 mois, 2 222 exemplaires de la 1600GT ont été fabriqués en jaune Bellatrix, blanc Pegasus, rouge solaire et argent tonnerre métallisé - toutes des couleurs qui étaient également proposées sur la 2000GT. 
puis en mai 1968 un nouveau 1,6 litre à alésage court (86 x 68,5 contre 80,5 x 78 mm pour l'autre 1,6 litre) est proposé sur des versions appelées Golden et recevant un emblème doré sur la calandre. Ce moteur délivre 85 ou 100 ch selon les versions.
À cette époque, la Corona constitue le best-seller de Toyota au Japon. 166 000 exemplaires en sont vendus en 1968, contre 160 000 pour la jeune Corolla lancée en 1966, et 76 000 pour la Crown. Ses ventes à l'exportation sont passées de moins de 10 000 en 1964 à un peu plus de 80 000 en 1967. Elle est alors la japonaise la plus diffusée en Europe.
Pour 1969, la gamme est revue et simplifiée. Ne subsistent que le 1,35 litre, seulement proposé en break, et le 1,5 litre, qui affiche 77 ch et n'est plus livrable qu'en 4 portes et break. Les Coupé et 5 portes "semi-break" disparaissent.
- À partir de 1968 apparaît une version proche de la Corona, mais plus cossue, faisant la liaison avec la Crown. Il s'agit de la Corona Mark II, qui ne remplace pas la Corona et qui vivra sa propre carrière (voir article dédié).

## Quatrième génération (1970 - 1973)

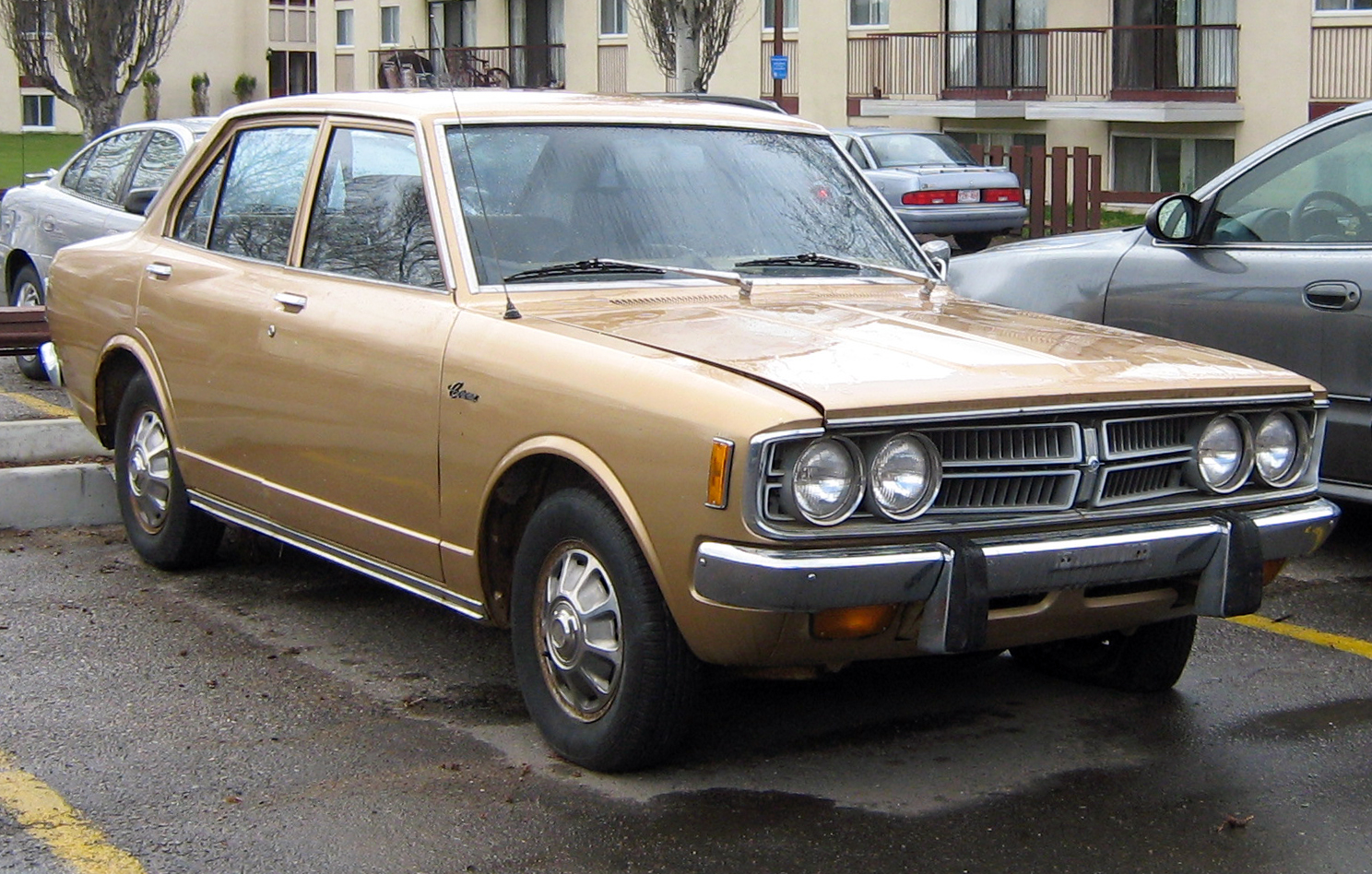
La Corona "4" berline.

Lancée en février 1970, la quatrième génération de Corona sort en berline 4 portes avec le 1,5 litre de 77 ch SAE. Il s'agit de la génération du nom de code T80, les appellations T60 et T70 ayant été entre-temps attribuées à la plus grande Corona Mark II.
La nouvelle Corona se décline rapidement en break 5 portes et coupé hardtop, puis reçoit l'appoint d'un 1,7 litre, en 95 ou 105 ch. La boîte automatique, optionnelle, offre désormais trois vitesses au lieu de deux. Une version de base 1,35 litre est toujours proposée, associée à la carrosserie break.
En février 1971, la Corona reçoit en haut de gamme un 1,9 litre de 115 ch, seulement livrable en coupé.
Puis la gamme est restylée à l'automne 1972. La calandre est légèrement redessinée (sauf sur le break 1.35) et le 1,5 litre laisse place à un 1,6 litre. Pour 1973, le 1,9 litre est remplacé par un 2 litres de 120 ou 125 ch, toujours uniquement en coupé, associé à une boîte manuelle 4 ou 5 vitesses ou l'habituelle automatique.

## Cinquième génération (1973 - 1978)
Cette cinquième génération de Corona arrive dès le mois de novembre 1973. Elle est proposée en trois carrosseries : berline 4 portes, break 5 portes et coupé hardtop. La version deux volumes 5 portes n'a pas été reconduite sur cette génération. Elle reviendra sur la suivante.
La gamme de moteurs est assez large :
- 1,6 litre 100 ch en boîte manuelle 3 ou 4 vitesses ou automatique 3 vitesses.
- 1,8 litre 105 ou 110 ch à boîte 4 ou 5 vitesses ou automatique.
- 2 litres de 130 ch (boîte manuelle 4 ou 5 vitesses ou automatique) ou même 145 ch sur une version GT à double arbre à cames en tête, alors uniquement livrable en boîte manuelle 5 vitesses.

En France, seule la Corona berline 1.8 de 110 ch est importée. Elle s'affiche à 22 300 F en boîte 5 vitesses ou 23 800 F en automatique. À titre de comparaison, au même moment, une Citroën DSuper coûte 22 400 F et une Peugeot 504 TI 23 500 F. Des prix comparables alors que la Toyota reste quand même nettement plus compacte.
La Corona "5" est légèrement restylée au début de 1977. Les moteurs se déclinent alors en de nombreuses puissances selon les marchés. Le 1,6 litre existe ainsi en 85 ou 90 ch au Japon mais descend à... 67 ou 75 ch pour l'Europe. Le 1.8 affiche désormais 95 ou 110 ch. Le 2 litres simple arbre offre, au Japon, 100 ou 110 ch en version carburateur, 130 ch en injection et 80 ch dans une version à 3 soupapes par cylindre. Ce même moteur développe, en 2 soupapes par cylindres, 86 ch pour l'Europe tandis que le marché Nord-Américain profite d'un 2,2 litres de 97 ch. Enfin, le 2 litres à double arbre a cames de la Corona GT a vu sa puissance ramenée de 145 à 130 ch.

## Sixième génération (1978 - 1982)

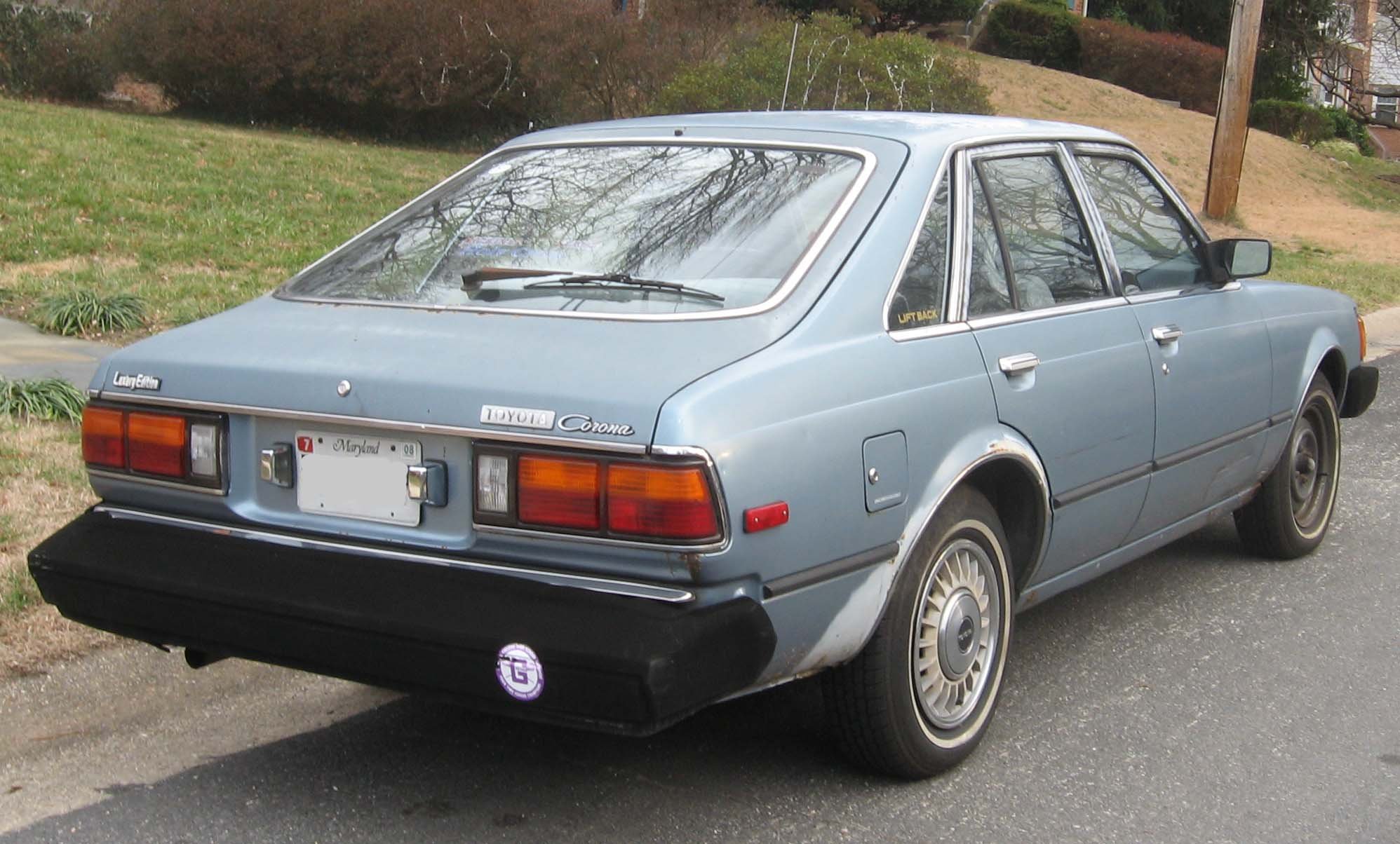
Retour d'une version
5 portes à hayon,
appelée Liftback.

Lancée en septembre 1978, la sixième génération de Corona (nom de code "T13") affiche une ligne plus sage que jamais. Elle se décline comme d'habitude en berline 4 portes, break 5 portes et coupé. Mais on note aussi le retour, dès octobre 1978, d'une version 5 portes à hayon, appelée Corona Liftback.
Techniquement, les modifications sont assez mineures et la Corona reste une propulsion. Le 1,6 litre est conservé tandis que le 1,8 litre est renouvelé. Les 2 litres et 2,2 litres (ce dernier destiné aux États-Unis) sont, eux, conservés pratiquement sans modification.
Un restylage intervient en août 1980 et apporte une calandre modernisée.
La série T130 a été fabriquée avec une large gamme de combinaisons de moteurs et de transmissions. Les moteurs 1,6 litre 12R , 2T (et 12T associés ) et 2,0 litres 18R sont les plus courants. Le moteur 12R alimenté au GPL est devenu disponible sur le marché intérieur japonais en février 1979 et, avec le modèle à moteur 5R alimenté au GPL, a continué à être construit jusqu'en août 1982. Le reste de la gamme  a été retiré de la production. pour le marché japonais en décembre 1981. Entre autres modifications mineures, le moteur 1,8 litre 3T / 13T a été ajouté en 1981 pour remplacer le 1,6 litre 2T / 12T. La Corona nord-américaine partageait le 20R de 2,2 litresmoteur avec la Celica. Les réglementations sur les émissions adoptées en 1978 ont été appliquées à toute la gamme de modèles proposés. Le moteur de 1,8 L était équipé d'une injection électronique de carburant ainsi que le moteur de 2,0 L. Au Japon, le vénérable 2.0L 18R-G était proposé dans la gamme 2000GT, développant 101 kW (135 ch) à 5800 tr/min.
Le break était, comme d'habitude à l'époque, commercialisé en tant que "fourgon léger" au Japon. Cela a été enregistré comme véhicule utilitaire pour certains avantages fiscaux et des normes d'émissions moins restrictives. Lors de son lancement, le Corona Van était disponible en version 1600 (TT137V) ou 1800 (RT137V), tous deux utilisant des moteurs non installés dans le reste de la gamme. Le 2T-J de la norme 1600 produit 93 ch (68 kW) à 6000 tr/min tandis que les modèles DX et GL 1,8 litre 16R offraient 95 ch (70 kW) à 5600 tr/min mais avec beaucoup plus de couple.  Le 2T et le 16R ont tous deux été remplacés par le nouveau moteur 12T-J en décembre 1979, reflétant les normes d'émissions nouvellement renforcées pour les véhicules utilitaires au Japon.  Ce modèle, le TT138V, produit 86 PS (63 kW) à 5 600 tr/min.
La production du T130 a pris fin en 1982, pour être remplacée par la série T140.

## Septième génération (1982 - 1998)

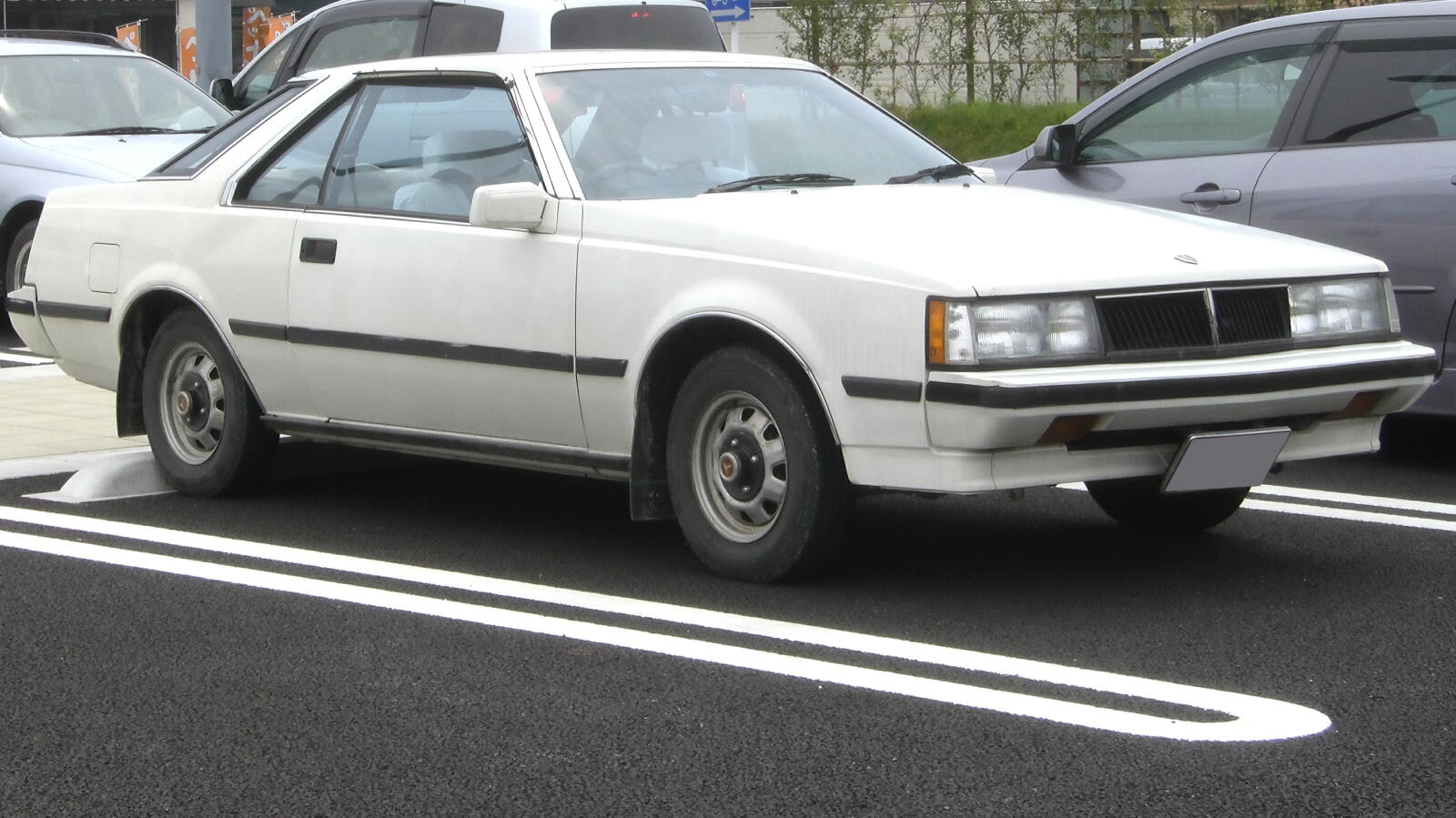
Corona version 2 portes.

À partir de cette septième génération (code T14), la vie de la Corona devient assez difficile à suivre. Passe encore en 1982, date de lancement de cette version. Elle sort en de nombreuses, carrosseries, 2 ou 4 portes, coupé ou break et est déclinée avec un grand nombre de moteurs. Elle reste une propulsion... pour le moment. Car un an plus tard arrivera une "autre nouvelle" Corona, à traction cette fois-ci, et qui mènera sa vie en parallèle. La Corona propulsion poursuivra surtout sa carrière dans ses versions sportives, en break... et en taxi, chevauchant alors, sous cette variante, allègrement bon nombre de génération suivantes de Corona puisqu'elle restera au catalogue Toyota jusqu'en 1998 !

La gamme de moteurs de la Corona septième génération se compose ainsi à sa sortie en 1982 :
- 1 452 cm3, 83 ch essence.
- 1 588 cm3, 86 ch essence.
- 1 770 cm3, 105 ch, moteur à injection et arbre à cames latéral.
- 1 832 cm3, 100 ch, moteur à carburateur mais à (simple) arbre à cames en tête.
- 1 968 cm3, 135 ch essence et injection sur la version GT.
- 1 839 cm3, 65 ch, premier diesel installé sur la Corona.

Une version fonctionnant au gaz est également disponible sur les versions destinées aux taxis.
En 1983, le 2 litres atmosphérique laisse place à une version suralimentée par turbo du 1 770 cm³, affichant alors 160 ch. Ce moteur est livrable avec une boîte manuelle 5 vitesses ou, petite nouveauté sur la Corona, une automatique à désormais 4 vitesses. La boîte automatique qui équipe en option les autres moteurs, diesel compris, ne compte toujours que trois vitesses.
Cette même année sort donc la Corona à traction, qui va petit à petit faire réduire la gamme propulsion.
Ne reste ainsi, en 1984, que le 1 452 cm³ de 83 ch, le 1,8 litre turbo (160 ch) et le 1,8 litre diesel de 65 ch. Celui-ci quitte d'ailleurs le catalogue un an plus tard. À partir de 1985, la gamme Corona propulsion se résume alors au 1 832 cm³ de 100 ch et au 1 770 cm³ turbo de 160 ch.
À partir de 1988, à l'arrivée de la neuvième génération de Corona, la version propulsion "standard" ne jouera les prolongations qu'en version de base, avec un 1 812 cm3 de 55 ch et une boîte 4 vitesses, qui sera notamment appréciée des taxis, jusqu'à l'arrivée de la Crown de 1995.

## Huitième génération (1983 - 1987)
La Corona septième génération souffle à peine sa première bougie qu'apparaît une variante hayon à 5 portes. Jusque-là, rien que de très banal, sauf que cette Corona n'a strictement rien à voir avec l'autre : il s'agit non plus d'une propulsion, mais d'une traction, qui repose sur la jeune plate-forme des Toyota Vista et Camry. L'apparence de cette Corona étant proche de celle de la version propulsion, les deux modèles se confondront allègrement... surtout lorsque cette Corona 5 portes, lancée en février 1983, sera à son tour déclinée en berline classique à 4 portes, en octobre 1983 ! Les deux Corona, traction et propulsion, cohabiteront ainsi plusieurs années. La version traction, non déclinée en break, jouera les sages familiales, tandis que la version propulsion occupera un rôle fonctionnel par son break et sportif par sa version 1,8 litre turbo en berline 4 portes.
La gamme de moteurs diffère ainsi que celle de la Corona propulsion. Pas de 2 litres essence ni de turbo, mais un diesel plus gros, de 2 litres et qui affiche 72 ch (au Japon) ou 68 ch (en Europe). Ce diesel peut s'accoupler à une boîte manuelle 5 vitesses ou automatique 4 vitesses. Le 1.8 peut en plus recevoir une automatique 3 vitesses tandis que le 1.5 de base est proposé en boîte manuelle 4 ou 5 vitesses ou automatique à 3 vitesses seulement. Un 1,6 litre à injection, double arbre à cames en tête et 4 soupapes par cylindres fort de 130 ch vient coiffer la gamme japonaise. Enfin, une version catalysée du 1,6 litre "de base" affiche seulement 75 ch, contre 79 à 84 ch, voire 100 ch dans une version destinée au Japon.
Selon les moteurs, l'empattement propose deux longueurs : 2,515 m sur les versions de base qui affichent 100 ch ou moins et 1 cm de plus sur les versions plus puissantes.
Pour embrouiller encore davantage l'histoire, Toyota, en janvier 1984, rebaptise pour l'Europe la Corona traction et décide de l'appeler... Carina II. Or, il existe déjà une Carina, qui n'a techniquement rien de commun avec la Corona ! Celle-ci deviendra alors à ce moment réservée au marché japonais ou la Corona conserve son appellation. En Europe, Toyota aura donc remplacé la Carina par une Corona sans que le client ne s'en aperçoive...

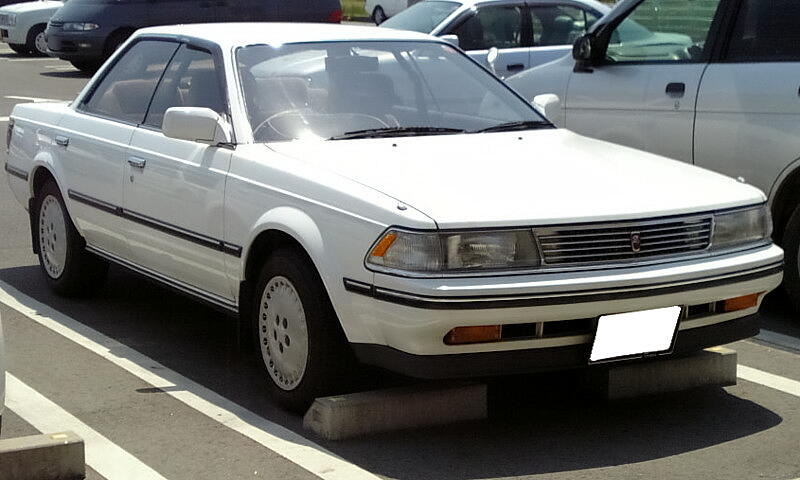
La Carina ED... est une Corona 4 portes sans montants de portières.

En août 1985, Toyota lance également au Japon une version 4 portes hardtop (sans montant de portes) appelée... Carina ED. Celle-ci pourra profiter d'un 2 litres essence de 160 ch (boîte manuelle 5 vitesses ou automatique 4 vitesses), alors également proposé sur les autres carrosseries.
La Carina II, livrable en 4 ou 5 portes, ne retient que deux moteurs pour sa carrière européenne : le 1 587 cm³ en 84 ch et le 2 litres diesel de 68 ch. Cette génération ne sera en revanche pas importée en France. Pour cela, il faudra attendre mai 1988 et la génération suivante.

## Neuvième génération (1987 - 1992)

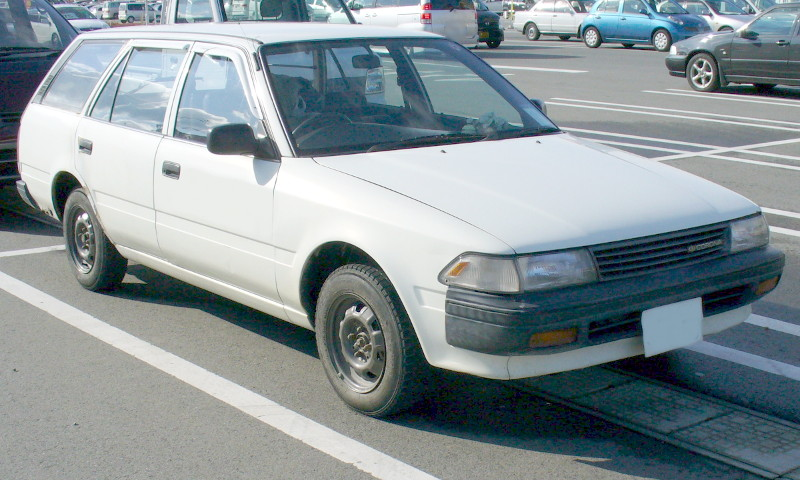
Le break Corona.

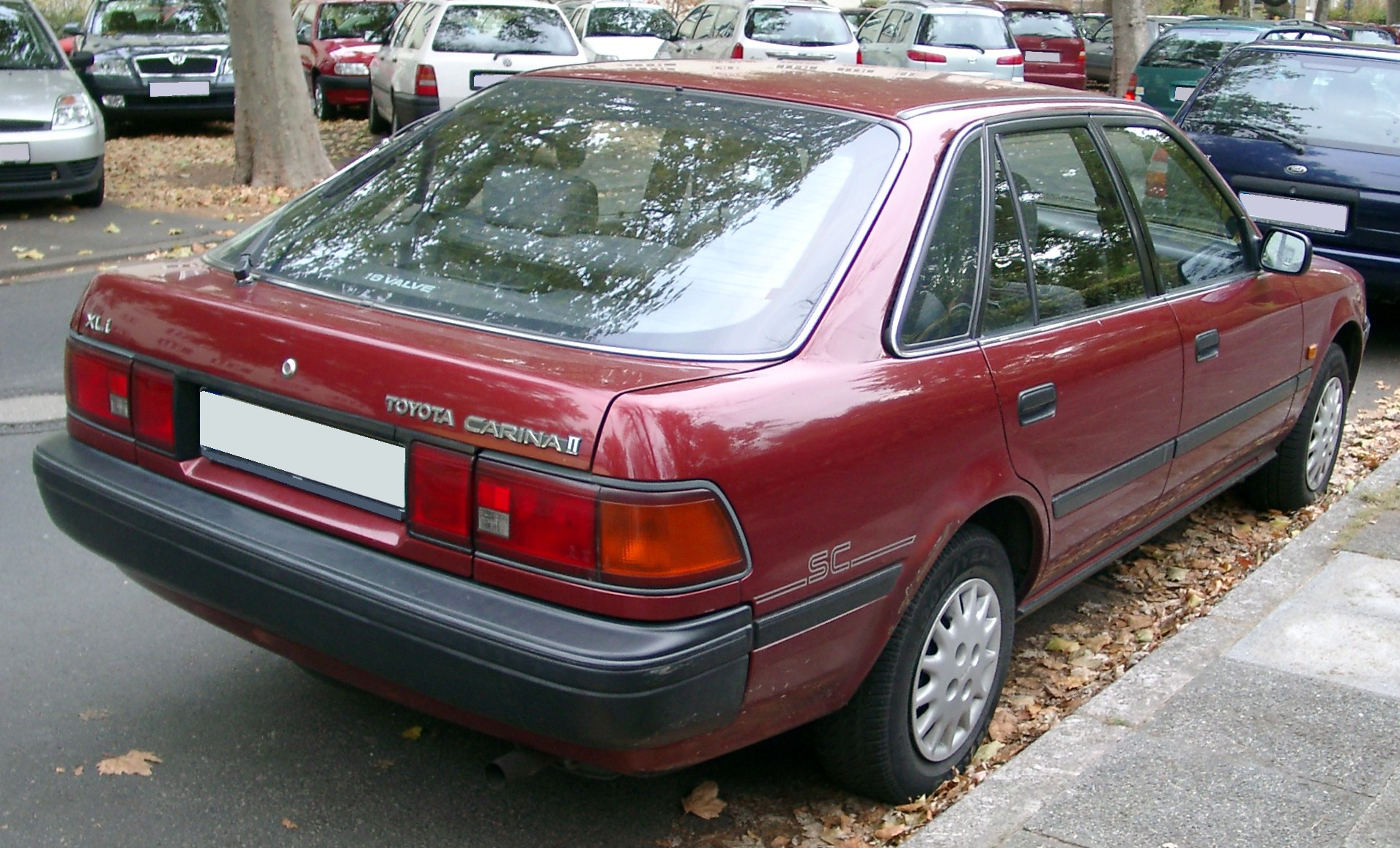
En Europe, la Corona,
ici en 5 portes, devient Carina II.

Plus que jamais Toyota lie le destin de la Carina à celui de la Corona. En effet, il s'agit désormais d'un seul et même modèle, démontrant ainsi que, pendant de longues années, ces deux familiales avaient un peu de mal à se distinguer clairement l'une de l'autre vis-à-vis de la clientèle. La Corona livrée au Japon devient cette fois encore Carina II en Europe, tandis que la Carina "tout court" proposée aux Japonais se différencie de la Corona par quelques détails esthétiques, par certaines motorisations et par le fait qu'elles sont distribuées par le biais de deux réseaux différents de Toyota sur le territoire nippon. La plate-forme de ce duo de berlines sert de base au coupé Celica, ce qui était auparavant le cas de la seule Carina.
Cette neuvième génération de Corona apparaît en décembre 1987 au Japon et fait ses débuts, sous le nom Carina II donc, en France en mai 1988.
De nombreux moteurs.
Alors que, sur le marché japonais actuel, les constructeurs ont sensiblement réduit l'offre moteurs, tout comme aux États-Unis, la Corona de 1987 propose encore une très large palette de 4 cylindres. Ceux-ci comptent, selon les versions, 2, 3 ou 4 soupapes par cylindres.
- Le 1,45 litre base délivre 85 ch ou même seulement 79 ch sur le break, seule version de la gamme alors encore livrable en boîte manuelle 4 vitesses. Le reste de la gamme propose un boîte manuelle 5 vitesses ou une automatique à 4 rapports (ou parfois une trois vitesses + overdrive, un rapport final surmultiplié).
- Un 1.5 16 soupapes à partir de 1990 délivre 94 ch et succède à une version 95 ch double arbre à cames en tête du 1,45 litre.
- Le 1,6 litre développe, avec un mélange pauvre, 102 ch, ou 100 ch sur une nouvelle version à quatre roues motrices lancée en août 1988 (réservée au Japon), ou encore 90 ch avec un catalyseur.
- Le 1,8 litre développe 105 ch à la sortie de cette génération de Corona puis 115 ch en cours de carrière.
- Le 2 litres essence affiche d'abord 120 ou 140 ch, puis pousse jusqu'à 165 ch. Puissance ramenée à 156 ch avec un catalyseur.
- Le 2 litres diesel enfin, reste dépourvu de turbo et développe toujours 73 ch.

Les autres variantes.

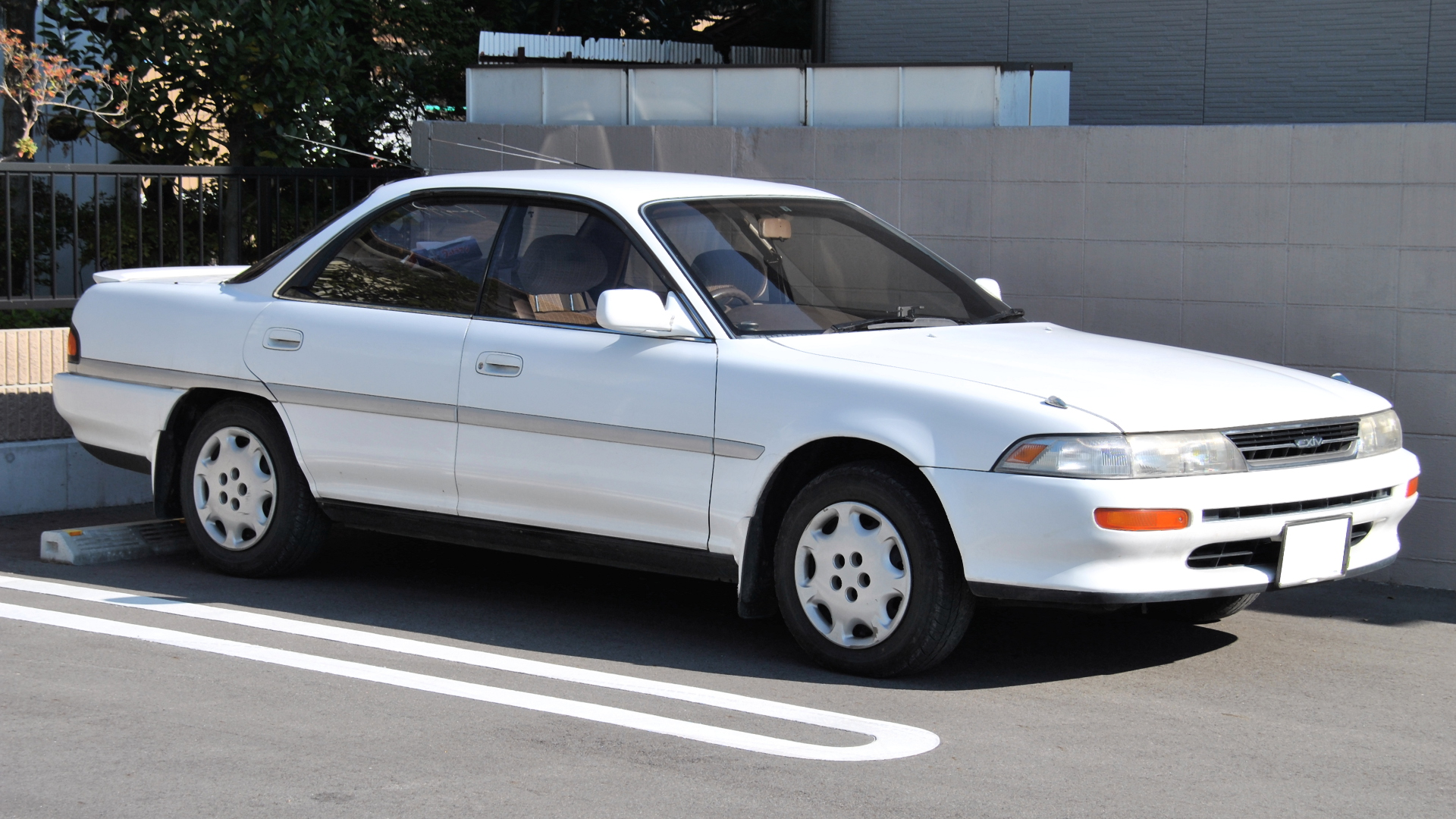
La Corona Exiv aux portes sans montant.

Parallèlement, la Carina ED, cette Corona berline hardtop dont les portes sont dépourvues de montants, poursuit sa carrière. Elle devient également, toujours au Japon, Corona Exiv à partir de 1989. Cette version, longue de 4,485 m, dispose du 1.8 115 ch ou du 2.0 en 125, 140, 156 ou 165 ch. Reste également au catalogue une Corona Coupé, lancée en août 1985 et qui ressemble nettement à une Celica dont la plate-forme est au demeurant commune. Longue de 4,415 m, cette Corona reçoit le 1.8 en 105 ch ou le 2.0 en 120 et 140 ch. Les Exiv et Coupé reposent sur la même plate-forme que les Corona huitième et neuvième générations. Enfin, l'ancienne Corona à propulsion poursuit également sa carrière. Appelée Corona Standard et longue de 4,355 m, elle se destine essentiellement aux taxis et reçoit un 1,8 litre 75 ch ou le 2 litres diesel en 69 ch et se contente d'une boîte manuelle 4 vitesses.

## Dixième génération (1992 - 1996)

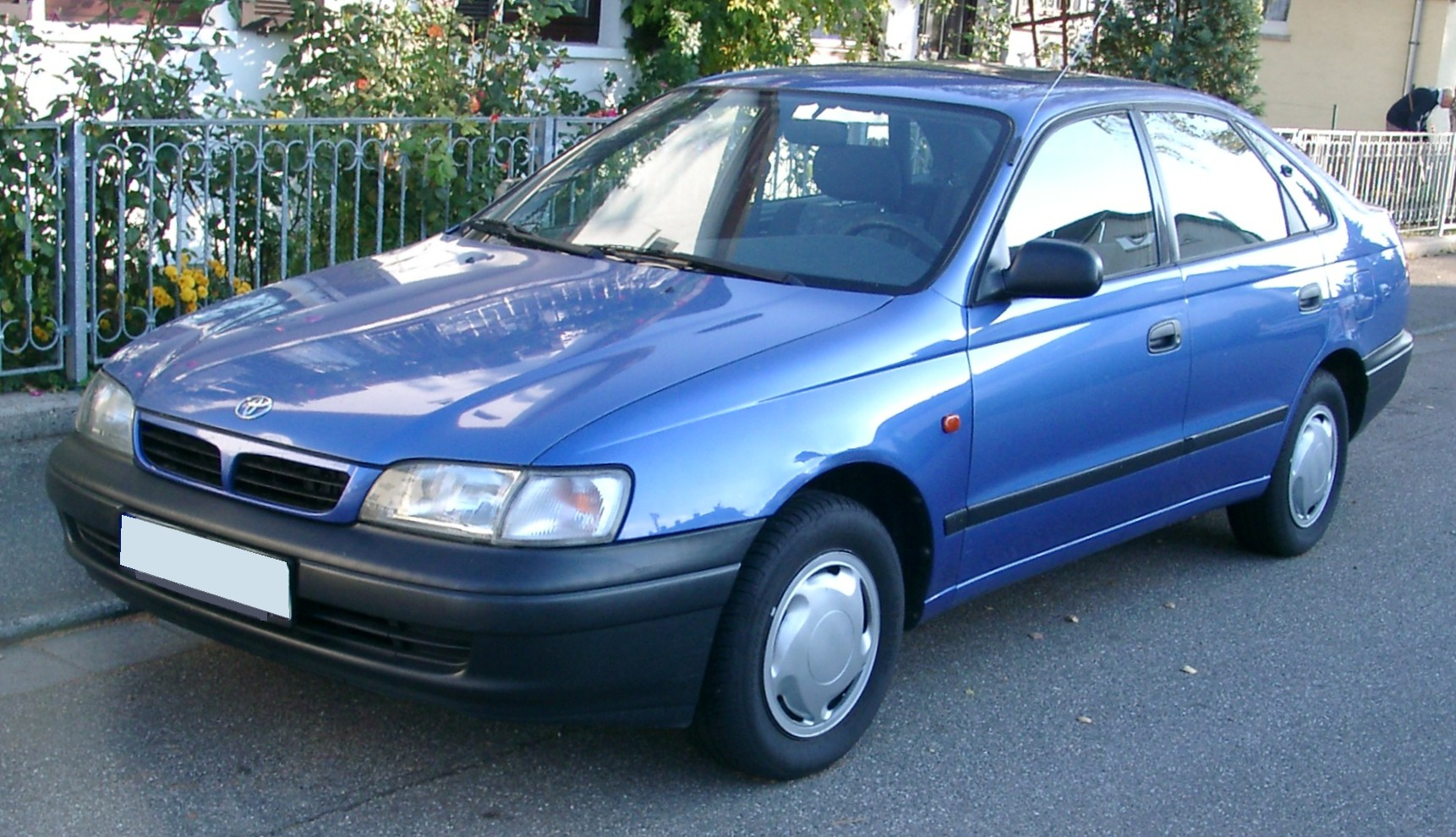
En Europe, la Corona devient Carina E.

C'est en février 1992 qu'apparaît la dixième génération de Corona au Japon. Elle sera déclinée encore une fois en Carina en août 1992, ainsi qu'en break, cette fois appelé Caldina, en novembre 1992. Celui-ci prendra ensuite son indépendance. En Europe, la Corona s'appelle Carina E et diffère de nouveau un peu plus de la version originelle puisque celle qui est livrée sur le Vieux Continent est produite en Grande-Bretagne, avec une mise au point adaptée à la demande européenne.
La Corona se décline comme précédemment en de nombreuses motorisations :
- Le 1 498 cm3 de 100 ou 105 ch est réservé au break. Il disparaîtra en 1995.
- Le 1 587 cm3 développe 115 ch ou 107 en version à mélange pauvre. Puissance qui, importée en Europe, en 1995, descendra à 99 ch sur la Carina E.
- Le 1 838 cm3 affiche 125 ch, ou 115 ch en mélange pauvre puis 107 ch pour l'Europe à partir de 1995.
- Le 1 998 cm3 délivre 133 ch sur la Carina E européenne. Au Japon sur les Corona et Carina, il développe 140 ch pour les versions à traction et 135 ch sur les versions à 4 roues motrices.
- Le 1 998 cm3 affiche aussi 158 ch dans une version plus musclée, qui passera à 175 ch en 1998. Ce moteur se retrouve sur le coupé Celica dont la plate-forme reste commune.
- Le 1 974 cm3 diesel de 72 ch profitera à partir de 1996 de l'apport d'un turbo, faisant monter puissance à 88 ch.

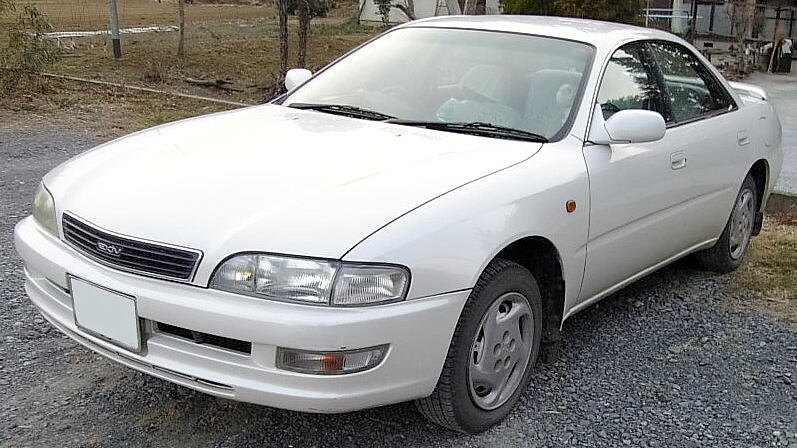
La Corona Exiv, sans montant de portes, mène une vie en parallèle.

À l'automne 1993, la Corona Exiv (et sa jumelle la Carina ED) est à son tour renouvelée. Longue de 4,50 m, cette berline au style plus dynamique et dont les quatre portes sont dépourvues de montants dispose du 1,8 litre 125 ch ou du 2 litres en 140 ou 180 ch (voire 170 ch en boîte automatique). Sa plate-forme est désormais distincte de celle du reste de la gamme Corona.

## Onzième génération (1996 - 2001)
Dernier round pour la Corona en janvier 1996. Celle-ci est d'ailleurs rebaptisée Conora Premio à partir de l'été. Sa remplaçante fin 2001, délaissera ainsi le nom Corona après 44 ans de service, pour Premio et Allion.
Cette ultime Corona s'éloigne définitivement, aussi, de la version européenne de la familiale de Toyota, devenue l'Avensis. Le modèle japonais n'est désormais qu'une 4 portes classique, les autres déclinaisons portant des appellations spécifiques ; le break demeure ainsi le Caldina, et deviendra un simple Avensis break rebaptisé à partir de l'automne 1997.
La gamme de moteurs, au départ reprise de la génération précédente, profitera de deux évolutions majeures : tout d'abord, l'arrivée d'un 2 litres essence "D-4" à injection directe, fort de 145 ch, puis en décembre 1997 d'un diesel porté à 2,2 litres affichant 92 ch.

### Amérique du Sud (T220, 1997)
Article principal : Toyota Avensis

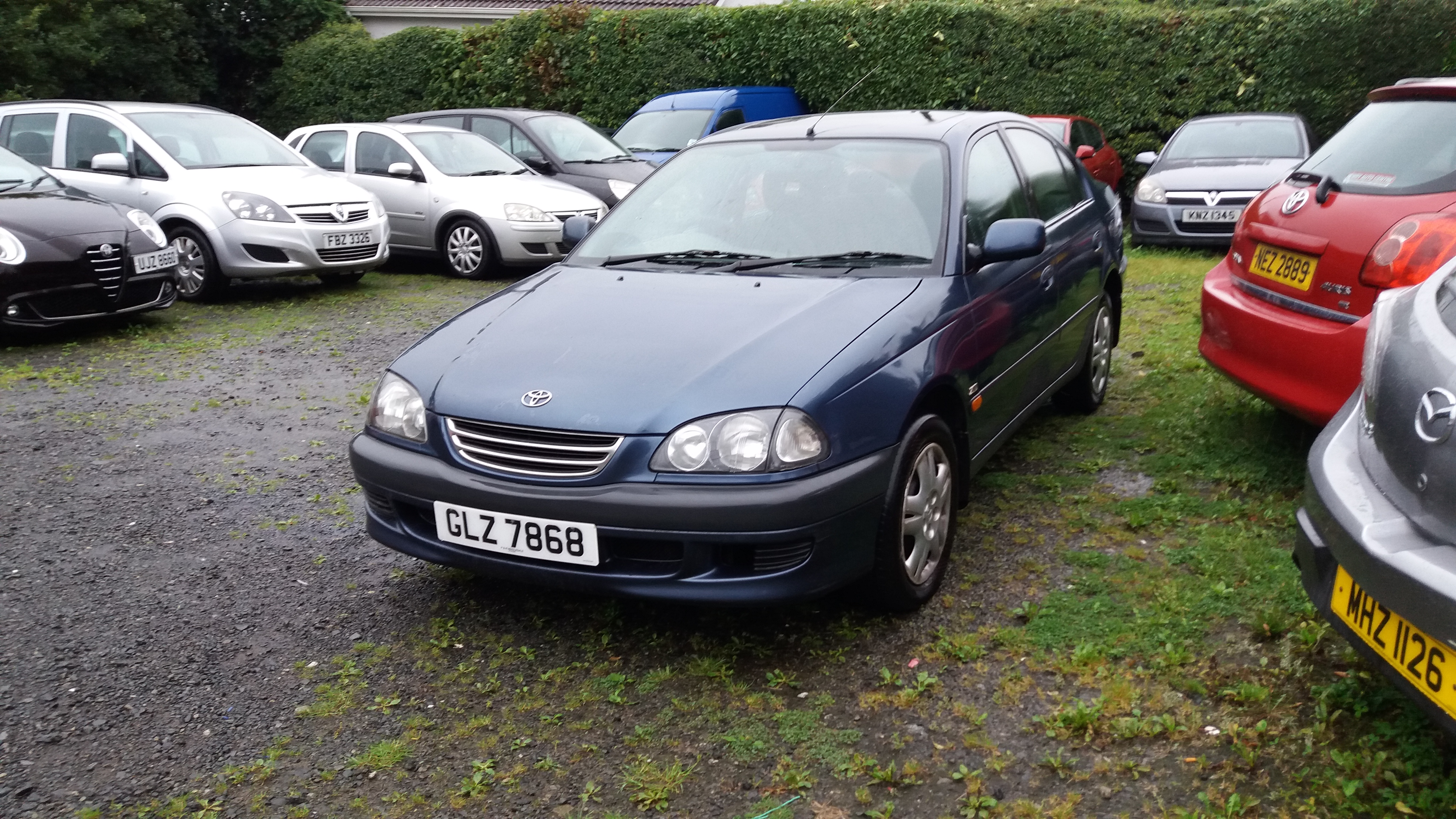
Toyota Avensis de première génération

Pour la série de modèles suivante, la T220, le nom Corona a été abandonné. Il a été construit comme berline, liftback et wagon. Seul le wagon a été vendu au Japon sous le nom de Caldina construit sur la plate-forme T210. La berline et le liftback étaient principalement vendus en Europe sous le nom d'Avensis et le modèle de qualité inférieure pour taxi appelé Corona. Les moteurs à quatre cylindres de l'Avensis sont 1,6, 1,8, 2,0 essence et diesel. Le Corona Taxi a un turbo diesel. En Amérique du Sud, l'Avensis est renommée Corona et propulsée par un moteur 3S-FE de 2,0 litres . Il s'agit de la dernière Corona, et la Caldina de troisième génération a été construite sur la nouvelle plate-forme T240, également utilisée dans l' Allion et la Premio .

## Sources
- Sources :

Catalogue Automobile Magazine "Toutes les voitures du Monde" éditions 1979 à 2001.

Catalogue "Salon" Auto-Journal éditions 1963 à 1995.

La Revue Automobile Suisse, catalogue annuel, éditions 1961 à 2001.

Jidôsha Guide Book (Japon) éditions 1989, 1995, 1999, 2000 et 2001.

Article Toyota Corona, Wikipedia Japon